# ایم هیون-شیک (خواننده)
ایم هیون-شیک (کره‌ای: 이창섭؛ انگلیسی: Im Hyun-sik؛ زادهٔ ۷ مارس ۱۹۹۲)، که به سادگی نام هیون‌شیک شناخته می‌شود، خواننده-ترانه‌سراو آهنگساز اهل کره جنوبی و یکی از اعضای گروه پسرانهٔ کره جنوبی، بی‌توبی است.